# Орлівський скарб кізикінів
Орлівський скарб кізикінів — скарб кізикінів, знайдений випадково у 1967 році селянами на території села Орлівка Ренійського району Одеської області.
Знахідка датується початком V — кінцем IV ст. до н. е.

## Опис скарбу
Орлівський скарб складається з 43 типів монет кізикінів з різними зображеннями, які знаходилися у бронзовій ойнохої.
Монета кізикін карбувалася з електру (природний сплав срібла та золота) впродовж 6 — 4 ст. до н. е. у давньогрецькому місті Кізік на південному узбережжі Пропонтиди (Мармурове море).
Кожна з монет являє собою товстий неправильної форми кружок із певним рельєфним зображенням на одному боці (аверс) та вдавленим квадратом — на другому (реверс). Монети становлять номінал статера.
Середня вага монети — 16 г, розмір — 16—20 мм, загальна вага скарбу — близько 1,15 кг. 
Наявність різноманітних зображень на монетах (43 типи) засвідчують зміну штемпелів для карбування окремими посадовими особами міста, відповідальними за монетну справу. Кізикіни протягом 6—4 ст. до н. е. були найбільш стійкою грошовою системою та відігравали в античному світі своєрідну роль міжнародного еквівалента торгівлі. Крім сталого цінового вираження, кізикіни відрізнялися високохудожнім рівнем лицьових зображень, що копіювали у мініатюрі різні античні художні твори від пізньоархаїчного періоду до розвинутої класики.

## Експозиція скарбу
Скарб зберігається в Одеському археологічному музеї НАН України.
Кількість переданих до Одеського археологічного музею монет становить 71 екземпляр. Це найбільший скарб кізикінів після знахідки скарбу на поч. 20 ст. на Принцевих островах у Мармуровому морі, який зараз зберігається в Британському музеї.

## Аналогічні знахідки
Але ще більший за кількістю кізикінів скарб був знайдений під час археологічних розкопок Мірмекію на Керченському півострові експедицією Державного Ермітажу у 2003. В ньому налічується 99 монет. 2004 Мірмекійський скарб в Ермітажі був виставлений на окремій виставці.